# 1er floréal
1er germinal 1er prairial
Le primidi 1er floréal, officiellement dénommé jour de la rose, est le 211e jour de l'année du calendrier républicain.
C'était généralement le 20e jour du mois d'avril dans le calendrier grégorien.